# Zandputje
Het zandputje (Geopora arenicola) is een schimmel behorend tot de familie Pyronemataceae. Het komt voor in de kustduinen en groeit op humusarm zandgrond.

## Kenmerken
Het vruchtlichaam is beker- tot schotelvormig en heeft een diameter van 1 tot 2 cm. Dit lichaam is vaak diep in de bodem verzonken. De geelbruine tot bruinen buitenkant is dicht behaard, met zandkorrels bedekt en met een ingescheurde of gekerfde rand. De binnenzijde is blauwig-grijs tot bleek geelbruin. Het vlees heeft een wittige kleur.
Microscopische controle is nodig voor zekere determinatie.

## Verspreiding
In Nederland komt het zandputje vrij algemeen voor. Het staat op de rode lijst in de categorie kwetsbaar. Het groeit van het voorjaar tot de herfst.